# Evan Scribner
Evan Lee Scribner (znan tudi po vzdevku »The Twitterer«), ameriški bejzbolist, * 19. julij 1985, New Milford, Connecticut, ZDA. 
Scribner je poklicni metalec in je trenutno član kluba Seattle Mariners.

## Univerzitetna kariera
Obiskoval je univerzo Central Connecticut State University. 

## Poklicna kariera

### Arizona Diamondbacks
Scribner je bil izbran v 28. krogu nabora lige MLB leta 2007 s skupno 853. izborom.

### San Diego Padres
Leta 2008 je bil v zameno za Tonyja Clarka poslan k ekipi San Diego Padres.
Po sezoni 2010-2011 je bil postavljen na seznam 40-ih mož ekipe za zaščito pred naborom Rule 5.
25. aprila 2011 je bil Scribner vpoklican v San Diego, saj je bil dotedanji 5. član začetne postave, Wade LeBlanc, udeležen v menjavi. 

### Oakland Athletics
Po koncu sezone, natančneje 25. oktobra 2011, je bil po prejemu odpovedi iz San Diega terjan s strani kluba Oakland Athletics.